# شهرداری تاکوپایا
شهرداری تاکوپایا (به اسپانیایی: Tacopaya Municipality) یک شهرداری در بولیوی است که در استان آرکه واقع شده‌است. شهرداری تاکوپایا ۵۶۵ کیلومتر مربع مساحت و ۱۱٬۶۵۸ نفر جمعیت دارد و ۴٬۰۰۰ متر بالاتر از سطح دریا واقع شده‌است.